# Arzberg, Steiermark
Arzberg là một đô thị thuộc huyện Weiz thuộc bang Steiermark, nước Áo. Đô thị Arzberg, Steiermark có diện tích 15 km², dân số thời điểm cuối năm 2005 là 596 người.